# Gorzyca, Tỉnh West Pomeranian
Gorzyca [ɡɔˈʐɨt͡sa] (trước đây là Göritz của Đức) là một ngôi làng thuộc khu hành chính của Gmina Malechowo, thuộc hạt Sławno, West Pomeranian Voivodeship, ở phía tây bắc Ba Lan. Nó nằm khoảng 3 kilômét (2 mi) phía tây Malechowo, 15 km (9 mi) phía tây nam Sławno, và 159 km (99 mi) về phía đông bắc của thủ đô khu vực Szczecin.
Trước năm 1945, khu vực này là một phần của Đức. Đối với lịch sử của khu vực, xem Lịch sử của Pomerania.
Ngôi làng có dân số 230 người.